# Chaetostoma guairense
Chaetostoma guairense är en fiskart som beskrevs av Steindachner, 1881. Chaetostoma guairense ingår i släktet Chaetostoma och familjen Loricariidae. Inga underarter finns listade i Catalogue of Life.